# (6592) Goya
(6592) Goya es un asteroide perteneciente al cinturón de asteroides, región del sistema solar que se encuentra entre las órbitas de Marte y Júpiter, (que cruza la órbita de Marte) descubierto el 3 de octubre de 1986 por Liudmila Karachkina desde el observatorio Astrofísico de Crimea en Naúchni.

## Designación y nombre
Designado provisionalmente como 1986 TB12. Fue nombrado Goya en homenaje al célebre pintor español Francisco de Goya (1746-1828).

## Características orbitales
Goya está situado a una distancia media del Sol de 2,7574 ua, pudiendo alejarse hasta 3,2008 ua y acercarse hasta 2,3141 ua. Su excentricidad es 0,1607 y la inclinación orbital 4,2166 grados. Emplea 1672,49 días en completar una órbita alrededor del Sol.

## Características físicas
La magnitud absoluta de Goya es 13,3. Tiene un diámetro de 5,548 km y su albedo se estima en 0,33.